# 大木ヘルスケアホールディングス
大木ヘルスケアホールディングス株式会社（おおきヘルスケアホールディングス、英: Ohki Healthcare Holdings Co., Ltd.）は、東京都文京区に本社を置く持株会社。主に一般用医薬品の卸を行う株式会社大木などを傘下に置く。

## 沿革

### 株式会社大木
- 1658年（万治元年）6月17日 - 大木五蔵圓本舗を創業。
- 1896年（明治29年）- 大木合名会社を設立。
- 1912年（明治45年/大正元年）- 応用製薬株式会社を設立。
- 1943年（昭和18年）4月 - 大木製薬株式会社に商号変更。
- 1945年（昭和20年）5月 - 大木合名会社を吸収合併。
- 1972年（昭和47年）6月 - 東京都の東泉薬品を吸収合併。
- 1974年（昭和49年）1月 - 株式会社大木に商号変更。
- 1976年（昭和51年）7月 - 名古屋市の平野隆盛堂を吸収合併。
- 1977年（昭和52年）1月 - 大阪府のサンキを吸収合併。
- 1979年（昭和54年）5月 - 日本証券業協会に店頭登録（現・ジャスダック）。
- 2015年（平成27年）
  - 9月 - 上場廃止。
  - 10月 - 大木ヘルスケアホールディングス株式会社の完全子会社となる。

### 大木ヘルスケアホールディングス株式会社
- 2015年（平成27年）10月 - 株式移転設立完全親会社として大木ヘルスケアホールディングス株式会社を設立。ジャスダックに上場。

## 株式会社大木

### 主な取引メーカー
- ロート製薬、明治乳業、武田薬品、久光製薬、養命酒、ツムラ、大塚製薬、森下仁丹、フマキラー、大鵬薬品

### 事業所
- 東京都 - 本社・東京支社（文京区）
- 北海道 - 北日本支社（札幌市白石区）
- 宮城県 - 東北支店（仙台市太白区）
- 埼玉県 - 関東支社、埼玉物流センター（以上上尾市）、セントラルロジスティックセンター、新東京物流センター（以上鴻巣市）
- 神奈川県 - 神奈川支社、神奈川物流センター（以上藤沢市）、大和返品センター（大和市）
- 長野県 - 長野店（長野市）
- 愛知県 - 名古屋支社（丹羽郡大口町）
- 大阪府 - 大阪支社（大阪市城東区）、大阪物流センター（南河内郡千早赤阪村）、大阪物流第二センター（東大阪市）
- 広島県 - 中四国支社中国支店、広島物流センター（以上廿日市市）、四国支店広島事務所（広島市西区）、
- 愛媛県 - 中四国支社四国支店、四国物流センター（いずれも西条市）
- 福岡県 - 九州支社、九州物流センター（いずれも福岡市中央区）
- 沖縄県 - 沖縄物流センター（糸満市）

## 関連会社
- 株式会社大木
- リブ・ラボラトリーズ株式会社 - 健康美容食品・衛生品を販売する会社。機能性表示食品を多数展開[2]。
- 株式会社エコ・ファクトリー
- 大木製薬株式会社
- エーアイピー大木株式会社
- 株式会社奈良ドラッグ
- 上海大木美健貿易有限公司
- 日野薬品工業株式会社
- 株式会社ウィル
- 株式会社アルファー
- 大木化粧品株式会社（旧・大分化粧品株式会社）